# Turmhügel Herrnberchtheim
Der Turmhügel Herrnberchtheim ist eine abgegangene mittelalterliche Turmhügelburg (Motte) am südöstlichen Ortsrand von Herrnberchtheim, einem heutigen Gemeindeteil des Marktes Ippesheim im mittelfränkischen Landkreis Neustadt an der Aisch-Bad Windsheim in Bayern.
In Herrnberchtheim saßen im Spätmittelalter die Niederadeligen von Enheim, die unter vielen Namen bekannt sind („Grumat“, „Ubel“, „Meyenberg“ usw.) auf einer Wasserburg. Nach dem sehr präzisen bayerischen Urkatasterplan aus der Zeit um 1830, der eine ziemlich quadratische, ca. 40/50 Meter lange und breite „Ruine“ inmitten eines umfangreichen Wiesenareals, dem ehemaligen Wassergraben, zeigt, war die Herrnberchtheimer Anlage ein eher kleines „Wasserhaus“ des ritterschaftlichen Adels. Von den Enheim kam die Burg samt der Ortsherrschaft in Herrnberchtheim vermutlich durch Erbschaft, vielleicht auch durch Kauf, im 15. Jahrhundert an die Herren von Fronhofen und die Herren von Wenkheim. Beide Adelsgeschlechter verkauften ihren Besitz um 1600 an die Reichsstadt Windsheim, die sie am Ende des 17. Jahrhunderts an das Markgraftum Ansbach veräußerten. Seitdem gehörte das Dorf herrschaftlich zum zollernschen Oberamt Uffenheim und teilte dessen Geschicke. Grundherrschaftlich war der Ort wahrscheinlich weiterhin stark aufgesplittert – daher stammt  auch der schon früh bezeugte Ortsname Herren-Berchtheim, also Ort der mehreren oder vielen Herren.
Die Stelle der ehemaligen Burg kann man südlich vom Dorf vermuten, wo auf einem kleinen Erdhaufen mehrere große alte Eichen stehen – gut einsehbar von der Umgehungsstraße. 
Von der ehemaligen Mottenanlage ist noch der Turmhügel erhalten.